# 五平饼

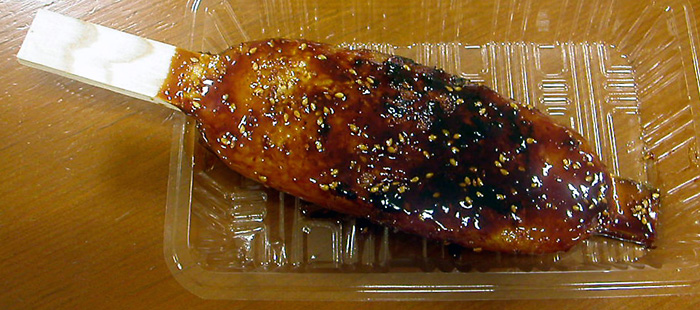
五平饼

五平饼（日语：／ Goheimochi），又作御币饼（日语：／ Goheimochi），是在日本中部地方山区（长野县木曾・伊那地区、岐阜县东浓・飛驒地区、富山縣南部、愛知縣奥三河地区、靜岡縣北远・骏河地区以及山梨县）流传的乡土風飯糰變體。制作方法是在糙粳米饭中加入酱汁，制成串烧烤。在長野縣，五平餅有被列為當地的民俗文化財產之一（以御幣餅的名義）。

## 制作方法
1. 将粳米煮熟。
2. 将米压碎，用厚2毫米、宽2厘米的杉板或宽1. 5厘米的扁竹串，或者是还没有分开的一次性筷子揉成椭圆形（在当地称为“草履形”），干烤使其定型，些在地方在这个时候还会加入盐和以及起粘合作用的小麦粉。
3. 因季节和地区不同，在酱油或者味噌中加入芝麻、胡桃、紫苏子等富含油脂的种子以及花椒的新芽、柚味噌制成酱汁，加入砂糖增加甜味。
4. 涂两遍酱汁，烤出香味。

如上所述，虽然饭团普遍被做成“草履形”或者“小判型”的扁平椭圆，再用扁竹或木头制成串，但也随地域不同而存在许多变化，比如做成圆形而非椭圆形的。此外，还有将几个小圆盘型的饭团制成串，在商店中贩卖，与普通的御手洗团子有所区别的五平饼。
酱汁的用料因地域不同而各异。酱汁的基本材料是酱油或味噌，还会加入芝麻、胡桃或者紫苏子。木曾中北部地区到飞驒地区做法的特征是在紫苏子基础上加入酱油和砂糖。近年来有些地方使用容易获得的花生取代胡桃。有些家庭和地区在酱汁中加入雞蛋、蜂蜜、蜂蛹等。比如在岐阜县惠那市旧串原村每年11月3日举行的蜂祭（日语：／）中，就有在酱汁中混入蜂蛹的做法，該變體名为蜂五平（日语：／）的名产。

## 由来

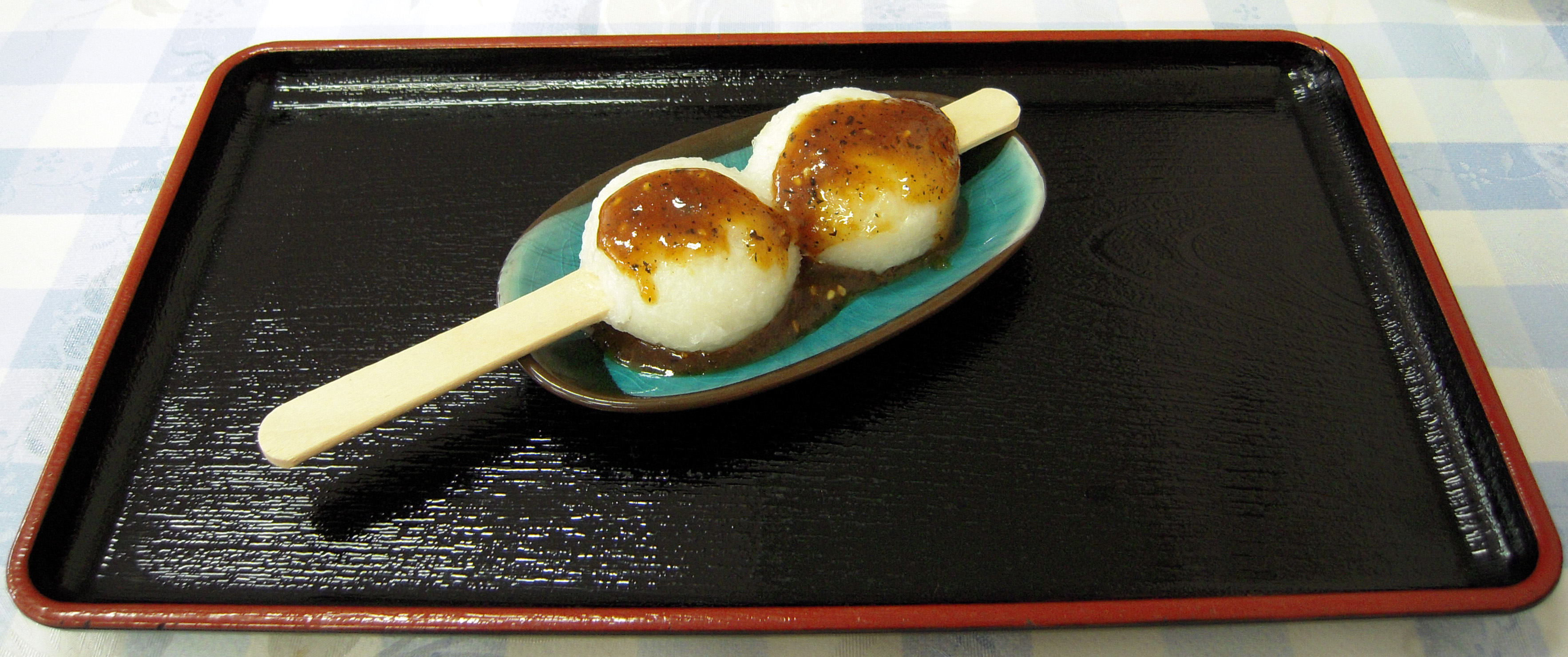
圆形的五平饼(长野县驹根市)

一般认为“五平饼”这个名字来自神道教中奉献给神的御币的形状。事实上，五平饼在出售的时候也有写作“御币饼”的情况。此外，在各地还流传着一位叫做五兵卫的人物（可能是樵夫、猎人或者是木匠）将饭压碎加入味噌烤食而流传后世的不同说法 。
无论如何，五平饼起源于江户时代中期在木曾・伊那地区生活的人们所做的料理的说法占据优势。在米十分珍贵的时代，作为在祭礼和贺礼的场合使用的祭品，也可以食用。

## 销售的形式
五平饼在中部地方的路旁餐馆和道之驿、山顶的茶馆、高速公路服务区等地方都有销售。此外，在超级市场中美食广场的快餐店（贩卖御好烧和御手洗团子、今川烧等食品的商店）也常常出售。在沿着天龙川散布着的一些炭火烤香鱼店中，大部分都有配上五平饼一起吃的习惯。在木曾・飞驒・东浓地区，还有以五平饼为主要商品的商店 。此外还能以网络购物的形式买到真空包装的产品。和其他乡土料理一样，五平饼在东京等其他日本大都市也有一些经销店。